# 妙福寺 (山梨県昭和町)
妙福寺（みょうふくじ）は、山梨県中巨摩郡昭和町にある日蓮宗の寺院。

## 歴史
創建年代は不明である。当初は真言宗の寺で「海蔵寺」という名称であった。1310年（延慶3年）、当時の住職常明は日蓮宗に改宗し、寺号も「妙福寺」に改称した。その後、久遠寺の末寺となっている。
当寺の鰐口は山梨県の文化財に指定されている。武田氏の家臣穴山信友によって作られたものであったが、武田氏滅亡の混乱で当寺に移されたものという。

## 文化財
- 鰐口（山梨県指定有形文化財 昭和35年11月7日指定）[2]

## 交通アクセス
- 常永駅より徒歩6分。